# Hyphantrophaga blanda
Hyphantrophaga blanda är en tvåvingeart som först beskrevs av Osten Sacken 1887.  Hyphantrophaga blanda ingår i släktet Hyphantrophaga och familjen parasitflugor. Inga underarter finns listade i Catalogue of Life.